# تپه حسینی
تپه حسینی مربوط به دوره اشکانیان - دوره ساسانیان است و در شهرستان همدان، بخش شراء، دهستان شور دشت، روستای خماجین واقع شده و این اثر در تاریخ ۱۸ اسفند ۱۳۸۷ با شمارهٔ ثبت ۲۵۱۴۸ به‌عنوان یکی از آثار ملی ایران به ثبت رسیده است.